# Fortnite World Cup
Fortnite World Cup — крупнейший киберспортивный турнир по Fortnite, организованный компанией-разработчиком игры Epic Games. Проходил с 26 по 28 июля 2019 года на стадионе Артура Эша в Нью-Йорке, призовой фонд составил 30 000 000 $. За три дня было проведено четыре турнира: в первый день прошли испытания в творческом режиме и турнир знаменитостей, во второй день проходил дуо турнир, в третий — соло турнир.

## Отборочные турниры
С 13 апреля по 16 июня каждую неделю проводились отборочные онлайн-турниры, призовой фонд каждого из них составлял 1 000 000 $. По их итогам на главный турнир прошло 100 одиночных игроков и 50 пар.

## Первый день
В первый день турнира, 26 июля, за трансляцией следило больше миллиона зрителей. Было проведено два турнира: испытания в творческом режиме и турнир знаменитостей.

### Творческий режим
По ходу турнира было проведено 4 различных испытания:
- «Небесная битва» — игра с режимом контроля точек. На карте было 4 точки, которые нужно было удерживать, получая за это очки.
- «Славная схватка» — разновидность «пропханта»: популярного жанра из Garry’s Mod. В этом режиме игроки прячутся, превращаясь в предметы окружения, а другие пытаются их вычислить и убить. Для получения очков, прячущиеся игроки должны идти к центральной печи для переработки. Чем больше объект, в который превратился игрок, тем больше очков он получит.
- «Чемпионский забег» — разновидность гонок. Игроки должны собрать монеты на своем маршруте и добраться до финиша живыми. На трассе предусмотрено несколько контрольных точек — смерть участника не будет автоматически считаться поражением.
- «Золотые игры» — повторение трёх предыдущих испытаний, но с ужесточенными правилами. В «Небесной битве» очки смогут зарабатывать все, а не только конкретные игроки. В «Славное схватке» можно превращаться только в большие предметы. В «Чемпионском забеге» были убраны контрольные точки, у игроков была только 1 попытка.

В турнире участвовало 8 команд по 4 человека, призовой фонд составил 3 000 000 $.

#### Результаты
| Место | Команда           | Призовые    |
| ----- | ----------------- | ----------- |
| 1     | Fish Fam          | 1 345 000 $ |
| 2     | Funky Fighters    | 345 000 $   |
| 3     | Raven’s Revenge   | 315 000 $   |
| 4     | Lil Whip Warriors | 295 000 $   |
| 5     | Chicken Champions | 270 000 $   |
| 6     | Llama Record Co.  | 250 000 $   |
| 7     | Sunshine Soldiers | 235 000 $   |
| 8     | Cuddle Crew       | 195 000 $   |

| Команда           | Игроки      | Игроки   | Игроки  | Игроки      |
| ----------------- | ----------- | -------- | ------- | ----------- |
| Fish Fam          | Cizzorz     | TylerH   | zand    | Suezhoo     |
| Funky Fighters    | Tomoya      | Draceus  | Huizhi  | Kouto       |
| Raven’s Revenge   | Gotaga      | art1er   | MagMa   | Chappy      |
| Lil Whip Warriors | Ninja       | Kaz      | Taco    | TalDak723   |
| Chicken Champions | elrubius    | Keroro   | bentz0r | Ryan Franta |
| Llama Record Co.  | HandOfBlood | Svennoss | AlexJJ  | carnifex    |
| Sunshine Soldiers | Danyan Cat  | Atchiin  | 4Turtle | Stuart0000  |
| Cuddle Crew       | Lachlan     | Saandi   | Clytax  | msyb        |

### Турнир знаменитостей
В этом турнире принимали участие знаменитости. Стример Ninja сыграл с диджеем Marshmello. Также были проведены матчи между музыкальными продюсерами, диджеями и глухой про-геймершой. Призовой фонд турнира в 3 000 000 $ был отправлен на благотворительность.

## Второй день
Со второго дня начались соревнования среди киберспортсменов. Был проведён парный турнир, участие в котором приняли 50 дуэтов. Победителями турнира стали норвежец Эмиль «Nyhrox» Берквист и австриец Дэвид «Aqua» Вэ, которые выиграли 3 000 000 $.

### Результаты
В таблице представлены только 1—10 места.
| Место | Игроки   | Игроки   | Очки | Призовые    |
| ----- | -------- | -------- | ---- | ----------- |
| 1     | nyhrox   | aqua     | 51   | 3 000 000 $ |
| 2     | Wolfiez  | Rojo     | 47   | 2 250 000 $ |
| 3     | Ceice    | Elevate  | 45   | 1 800 000 $ |
| 4     | Zayt     | Saf      | 44   | 1 500 000 $ |
| 5     | Arkhram  | Falconer | 44   | 900 000 $   |
| 6     | Mongraal | Mitr0    | 40   | 450 000 $   |
| 7     | Dubs     | Megga    | 38   | 375 000 $   |
| 8     | itemm    | derox    | 36   | 375 000 $   |
| 9     | ZexRow   | Vinny1x  | 35   | 225 000 $   |
| 10    | Skite    | Vato     | 31   | 225 000 $   |

## Третий день
В последний третий день прошёл одиночный турнир. В нём приняли участие 100 человек. Победителем турнира стал американский игрок Кайл «Bugha» Гирсдорф, обогнав серебряного призёра с большим отрывом. За победу в турнире, Кайл получил 3 000 000 $, заняв 10 место в списке киберспортсменов по выигранным призовым.
Трансляцию одновременно смотрели почти 2,5 миллиона зрителей.

### Результаты
В таблице представлены только 1—10 места.
| Место | Никнейм   | Команда              | Очки | Призовые    |
| ----- | --------- | -------------------- | ---- | ----------- |
| 1     | Bugha     | Sentinels            | 59   | 3 000 000 $ |
| 2     | psalm     | Counter Logic Gaming | 33   | 1 800 000 $ |
| 3     | EpikWhale | NRG Esports          | 32   | 1 200 000 $ |
| 4     | Kreo      | Lazarus Esports      | 30   | 1 050 000 $ |
| 5     | k1nG      | 9z Team              | 30   | 900 000 $   |
| 6     | crue      | Valhalla Vikings     | 27   | 600 000 $   |
| 7     | Skite     | LeStream Esport      | 26   | 525 000 $   |
| 8     | nayte     | LeStream Esport      | 26   | 375 000 $   |
| 9     | Riversan  | Team Liquid          | 24   | 300 000 $   |
| 10    | Fatch     | Kungarna             | 24   | 225 000 $   |